# Forteresse de Grabovac
La forteresse de Grabovac (en serbe cyrillique : Средњовековни град Грабовац ; en serbe latin : Srednjovekovni grad Grabovac) se trouve à Grabovac, dans la municipalité de Trstenik et dans le district de Rasina, en Serbie. Elle est inscrite sur la liste des monuments culturels protégés de la République de Serbie (identifiant no SK 370),.
La forteresse est également familièrement connue sous le nom de Jerinin grad.

## Présentation
La forteresse, située sur une hauteur pouvant atteindre 300 m, remonte au Moyen Âge.
Les parties les plus anciennes de ses fortifications remontent au VIe siècle, à l'époque de l'empereur byzantin Justinien ; après la bataille de Kosovo Polje en 1389, la princesse Milica (1335-1405), la veuve du prince Lazar Hrebeljanović, et la desposte Jelena Mrnjavčević, de son nom de religieuse Jefimija, ont gouverné la Serbie depuis le monastère de Ljubostinja et, entre 1389 et 1393, Grabovac a été le centre de l'État médiéval serbe (1389-1393).
Aujourd'hui en ruines, la forteresse conserve encore environ 350 m de murs. Les archéologues ont également découvert un rempart de 1,9 m de large, une entrée fortifiée avec les traces d'une structure en bois et une croix sculptée sur le seuil et un sol en mortier de chaux, faisant probablement partie d'un bâtiment résidentiel.
Selon les archéologues, par ses dimensions, Grabovac est deux fois plus grande que la forteresse de Maglič et trois fois plus grande que la forteresse de Koznik.